# Euroregiunea Prutul de Sus

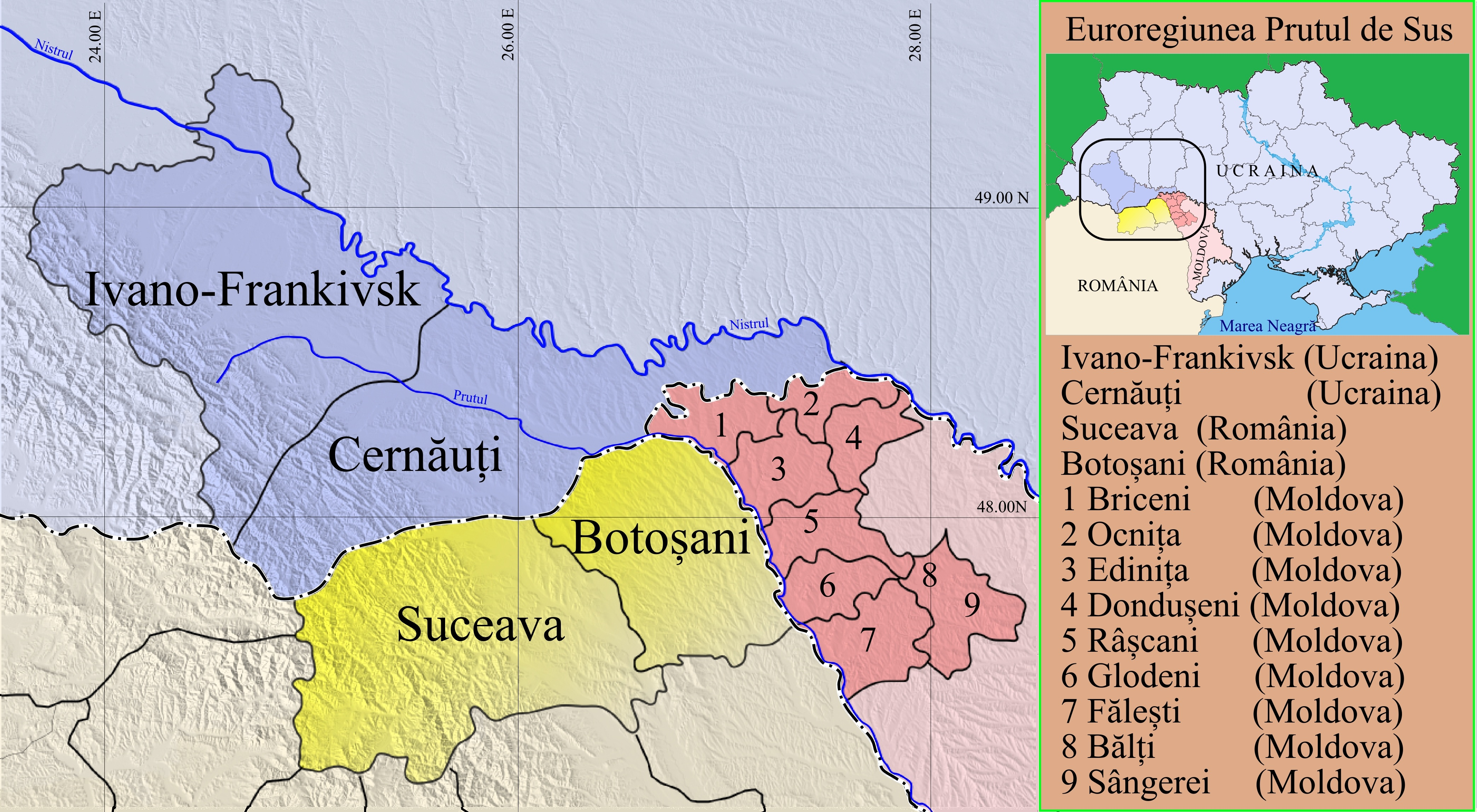
Harta Euroregiunii Prutul de Sus: structurile administrative componente sunt marcate cu roșu (raioanele din Republica Moldova), cu galben (județele din România) și cu albastru (oblastiile din Ucraina).

Euroregiunea „Prutul de Sus” reprezintă o structură administrativă de cooperare transfrontalieră între România, Republica Moldova și Ucraina, concretizată sub forma unei euroregiuni.
Mobilul creării ei ține atât de interesul Uniunii Europene de a se implica într-un areal propriu de graniță, aflat în vecinătatea unor zone de instabilitate,[A] cât și de cel al statelor participante. Astfel, dacă statul român este interesat în susținerea instituționalizată a unei minorități semnificative aflată în afara granițelor proprii, cel ucrainean este interesat în recunoașterea granițelor moștenite de la Uniunea Sovietică și de stabilirea unor porți spre integrarea europeană, iar cel moldovean  de ameliorarea perspectivelor sale de securitate, dezvoltare și de ancorare într-un mecanism internațional al cooperării.
Euroregiunea Prutul de Sus, care are un rol de promovare a stabilității economice și de prevenire a posibilelor conflicte etnice, diferă de euroregiunile vest-europene.[B] Aceste diferențe apar datorită accentului pus pe educație, știință și cultură și în mod  deosebit pe protecția minorităților naționale aflate dincolo de frontiere, precum și pe crearea de oportunități care să ajute la rezolvarea problemelor etnice din zonă.[C]
Ca urmare a acordului care pus bazele euroregiunii la data de 22 septembrie 2000, evoluția acesteia a dus la inițierea schimburilor culturale și sociale precum și la implementarea unor proiecte de cooperare cu privire la dezvoltarea economică, infrastructură și protecția mediului. Această evoluție nu a fost totuși fără dificultăți, controverse și sincope. Dificultățile au ținut atât de cadrul uneori ambiguu al tratatului de bază dintre România și Ucraina, de situația economică a țărilor componente, de diferențele dintre diversele sisteme naționale, de centralismul administrativ excesiv, cât și de arhitectura teritorială care a include regiuni suplimentare cu scopul de a evita predominanța unui anumit specific național. În plus, schimbarea caracterului frontierei române în frontieră estică a Uniunii Europene a crescut dificultatea de a crea un sistem integrat al spațiului transfrontalier. La acestea s-au adăugat controversele privind distribuția banilor europeni între state, precum și capacitățile diferite de realizare a proiectelor de cooperare transfrontalieră sau lipsa dezvoltării unor proiecte majore.
Deocamdată aceasta euroregiune nu este o structură auto-sustenabilă.[D]

## Legături externe

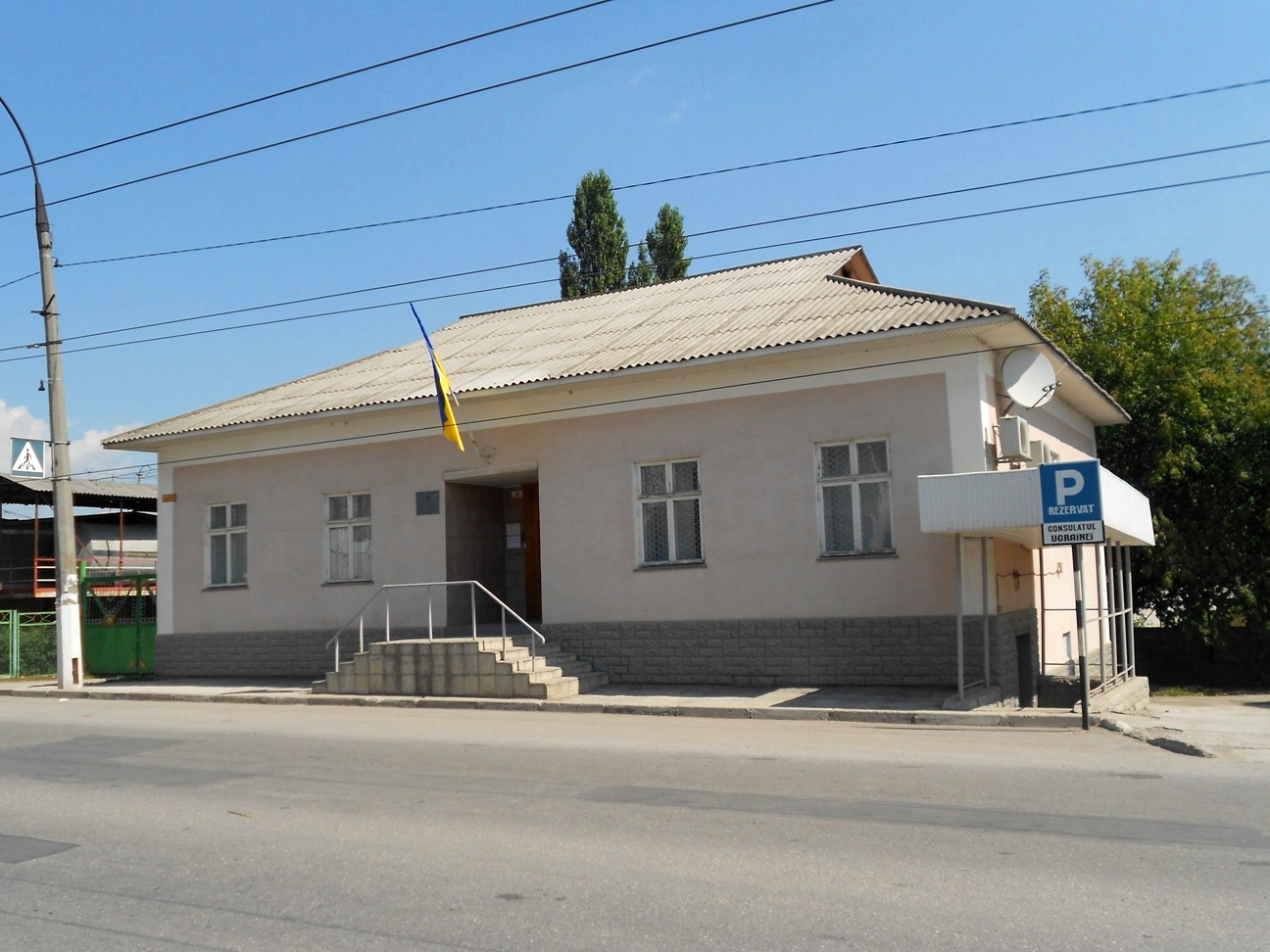
Consulatul Ucrainei din Bălți

## Context

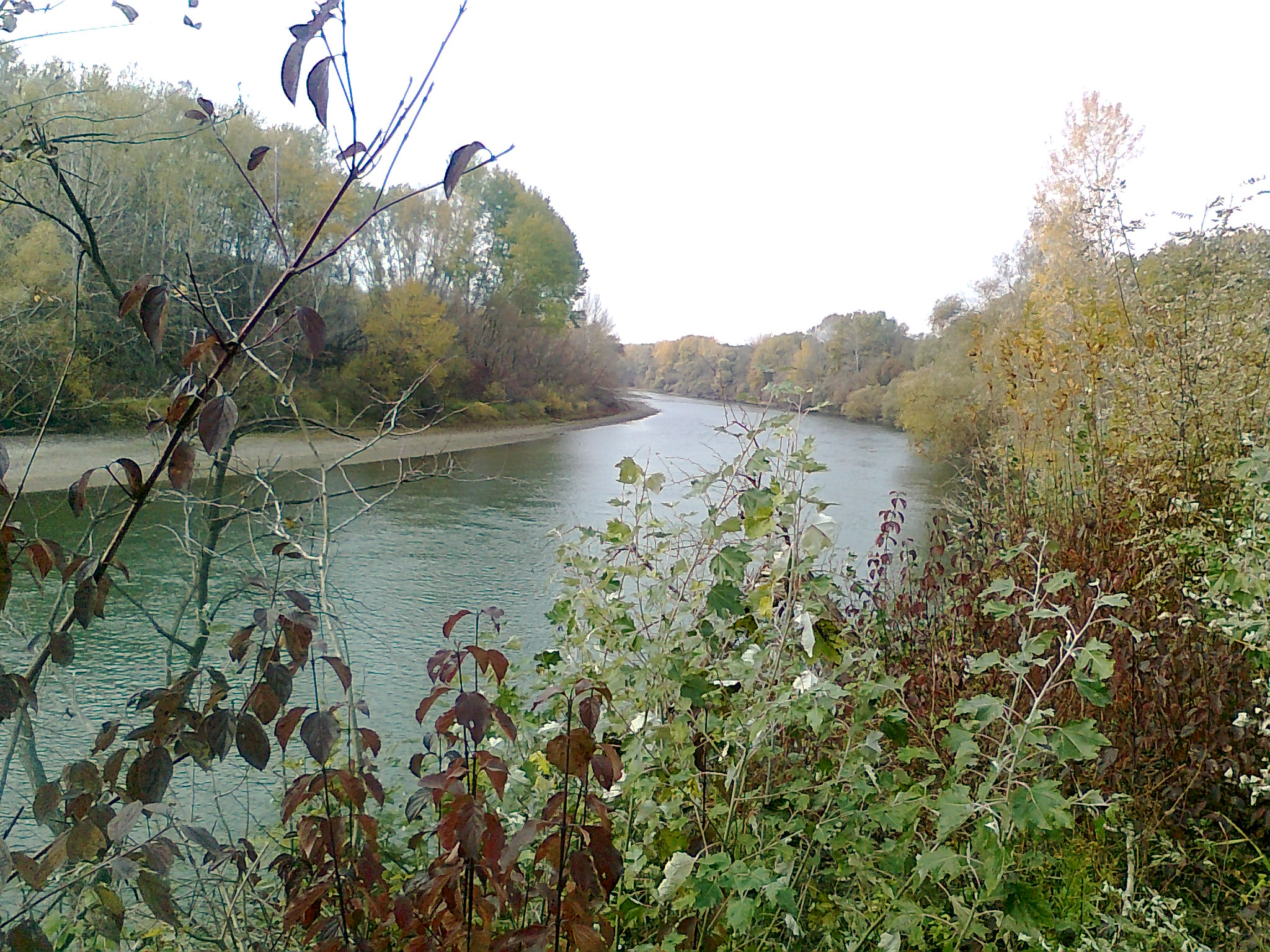
Râul Prut – graniță între județul Botoșani și raionul Glodeni

Până spre sfârșitul secolului XX, granițele româno-moldo-ucrainene nu au fost o prioritate pe agenda Uniunii Europene. Însă odată cu progresul României spre integrarea europeană de la sfârșitul anilor '90, regiunea respectivă a intrat în atenția Uniunii, în contextul problemelor legate de instabilitatea din zona de conflict transnistreană, cu potențial de export a activităților ilegale, cât și posibilitatea exportării instabilității politice și de imigrație din spațiul post-sovietic, către spațiul european. Acești factori au obligat instituțiile europene să se implice mai activ în regiune, promovând suplimentar și sprijinind înființarea euroregiunilor în zonă, atât prin încurajarea guvernelor naționale în constituirea lor, cât și prin crearea de programe financiare capabile să intervină în sprijinul cooperării transfrontaliere.

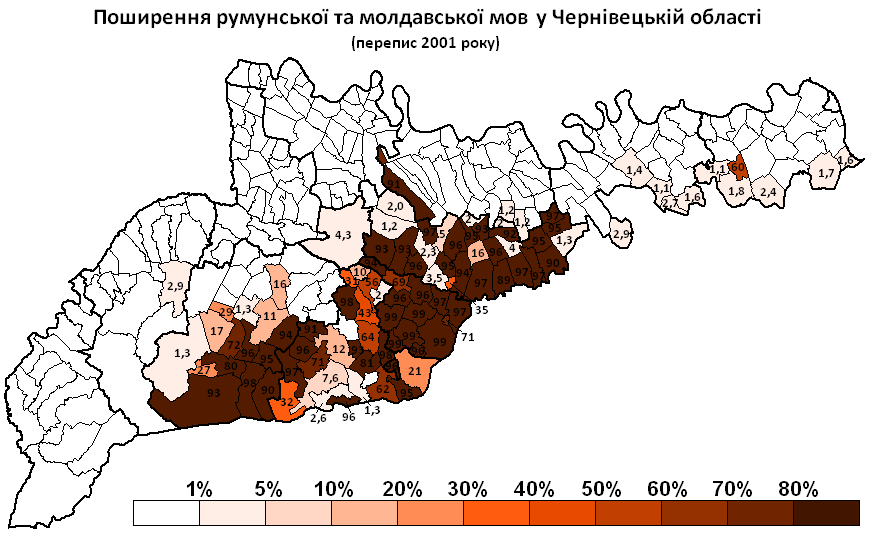
Procentajul vorbitorilor de limbă română din regiunea Cernăuți după comună

Circumstanțele complexe de formare a statelor din regiune au avut ca efect rămânerea unor importante minorități etnice în afara granițelor naționale, iar aceste grupuri trăiesc în zone de frontieră ale căror limite au devenit contestate în întreaga regiune. Moștenirea acestor probleme de delimitare teritorială precum și lipsa de cooperare transfrontalieră anterioară au influențat percepția despre scopul și efectele euroregiunilor în rândul statelor. În consecință, acestea au fost considerate forme administrative de extindere a controlului politic al unei țări dincolo de frontierele sale, ceea ce a făcut ca euroregiunile să fi privite la începutul anilor '90 ca instrumente politice menite să detașeze zonele de frontieră de la un stat la altul.
Aceste mentalități au început să se schimbe la mijlocul deceniului al noulea din secolul al XX-lea, atât pe fondul apropierii României de Uniunea Europeană cât și pe fondul ameliorării percepțiilor liderilor ucraineni și moldoveni despre beneficiile pe care le-ar aduce cooperarea cu vecinii lor occidentali. În plus atât România cât și Ucraina au fost puse în fața a două alternative de urmat. Prima cale era de a crea euroregiuni într-un areal unde România era interesată în susținerea instituționalizată a propriei minorități, iar Ucraina era preocupată atât în recunoașterea granițelor moștenite de la Uniunea Sovietică cât și în stabilirea unor porți spre integrarea europeană capabilă de a-i consolida independența. A doua cale presupunea crearea unor euroregiuni în care influența maghiară în România, respectiv rusă în Ucraina, era substanțială. Pentru Republica Moldova, perspectivele au fost însă diferite, euroregiunile fiind privite ca o necesitate pentru perspectivele sale de securitate și dezvoltare, precum și de ancorarea în politica internațională și într-un mecanism vestic al cooperării.
Succesiv relaxării și abordării pragmatice a relațiilor în epoca post-comunistă, apariția euroregiunilor în această zonă a fost astfel ușurată, acestea fiind considerate un cadru promițător pentru rezolvarea problemelor practice de cooperare regională între regiuni învecinate. Așteptările au fost mari având în vedere necesitatea de a reformula relațiile regionale și bilaterale dintre cele 3 state, care după 1991 au avut de luptat pentru a depăși moștenirea istorică și disputele reciproce.

### Istoric

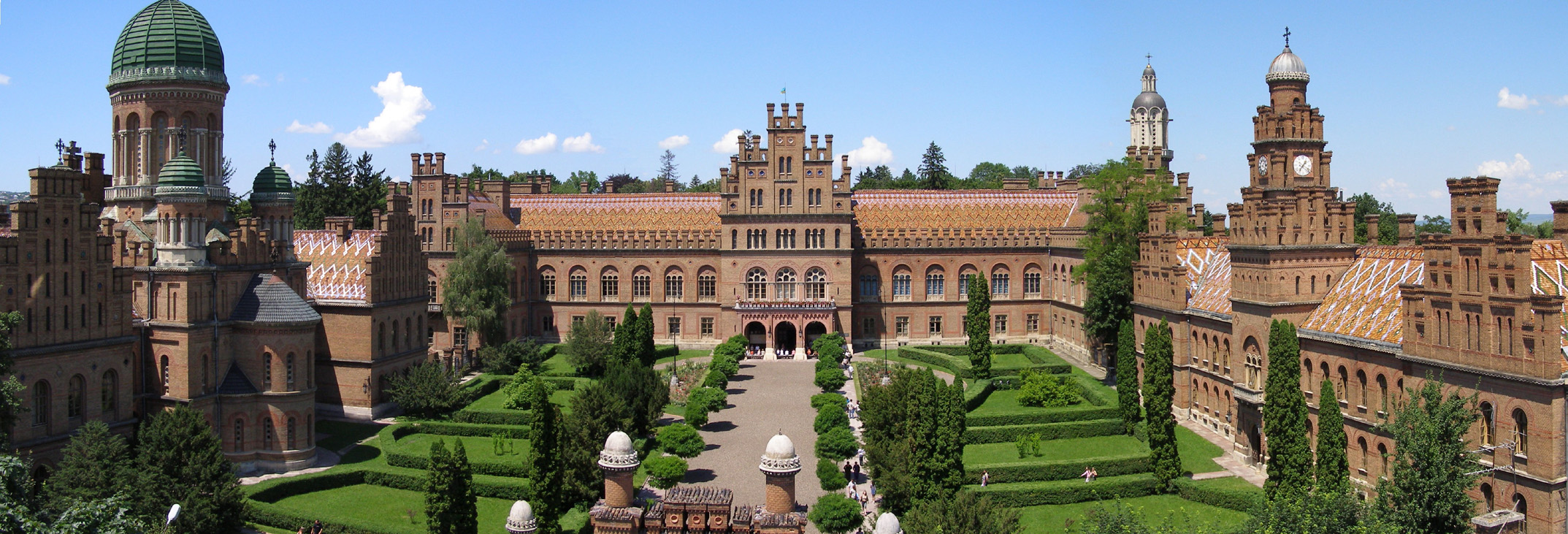
Universitatea din Cernăuți

Începând cu mijlocul deceniului al optulea din secolul al XX-lea, au început să fie stabilite relații de coooperare transfrontalieră între regiunile nordice ale RSS Moldovenească și României și cele corespondente ale Ucrainei, relații care au căpătat un cadru oficial odată cu semnarea la data de 2 iunie 1997 a tratatului de bază româno–ucrainean. În acest document, la articolul nr. 8 se consemnau atât angajamentele de promovare a cooperării transfrontaliere, cât și intenția de a crea viitoarea euroregiune deschisă cooperării și spre Republica Moldova. Aceasta a fost cooptată prin Protocolul de cooperare trilaterală între guvernele Ucrainei, Republicii Moldova și României, semnat la Ismail în 3-4 iulie 1997.

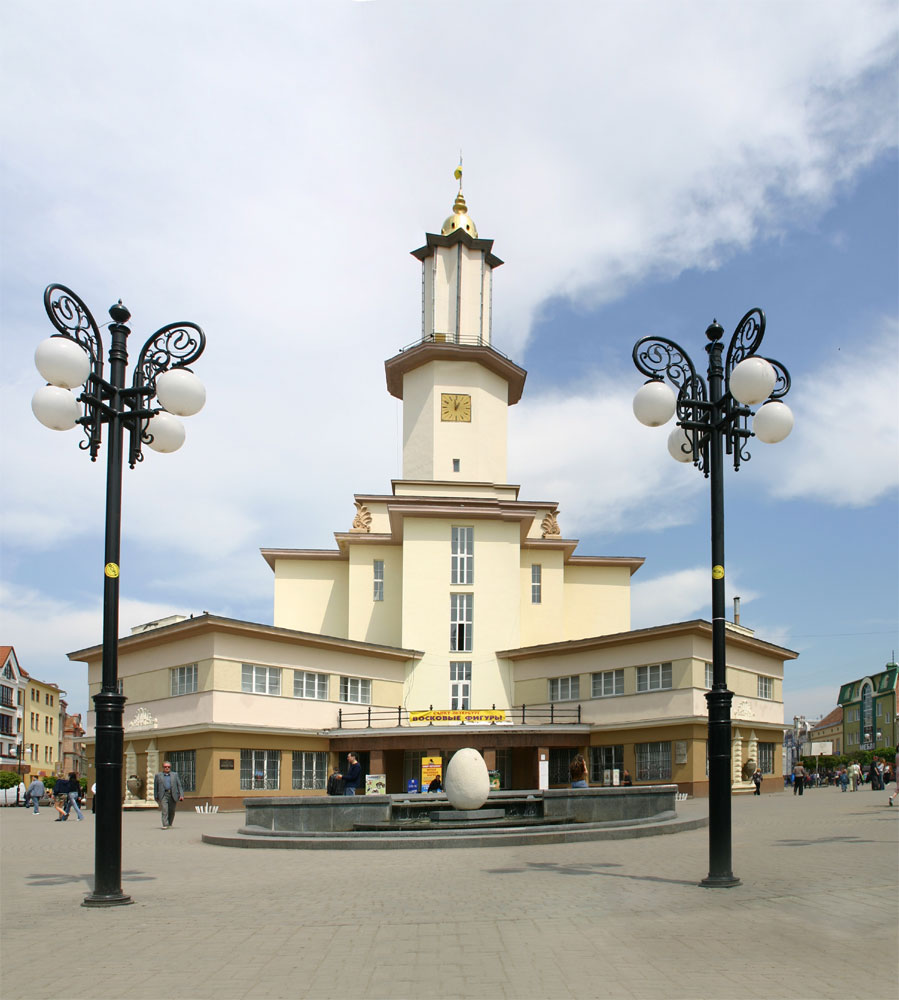
Ratusha, punct de reper principal al orașului Ivano-Frankivsk

La început viziunea ucraineană care avea în vedere o euroregiune orientată ecologic, a diferit de cea română care acorda importanță componentelor politice și administrative. În perioada 1997–1999[E] s-au pus bazele viitorului acord, care a fost semnat la data de 22 septembrie 2000 în municipiul Botoșani din România. Până la sfârșitul anului 2000 a fost definită structura organizatorică, simbolistica, statutul, domeniile economice și sociale prioritare, mecanismele de activitate, principiile parteneriatului subregional și prioritățile de colaborare. Dacă la început fondatorii Euroregiunii „Prutul de Sus” au fost regiunea Cernăuți (Ucraina), județele Botoșani și Suceava (România), județul Bălți și Edineț (Republica Moldova), ulterior la structură au aderat în 2003 și alte unități administrative. Deoarece România a fost interesată în existența euroregiunii unde etnicii majoritari erau români, liderii ucrainieni au fost preocupați de echilibrarea etnică din regiune, drept pentru care au făcut demersurile includerii în componența euroregiunii a provinciei ucraineane Ivano-Frankovsk, în care trăiește o majoritate ucraineană. Astfel, s-a ridicat participarea teritorială ucraineană la mai mult de 50% din suprafața totală a noii euroregiuni înființate.

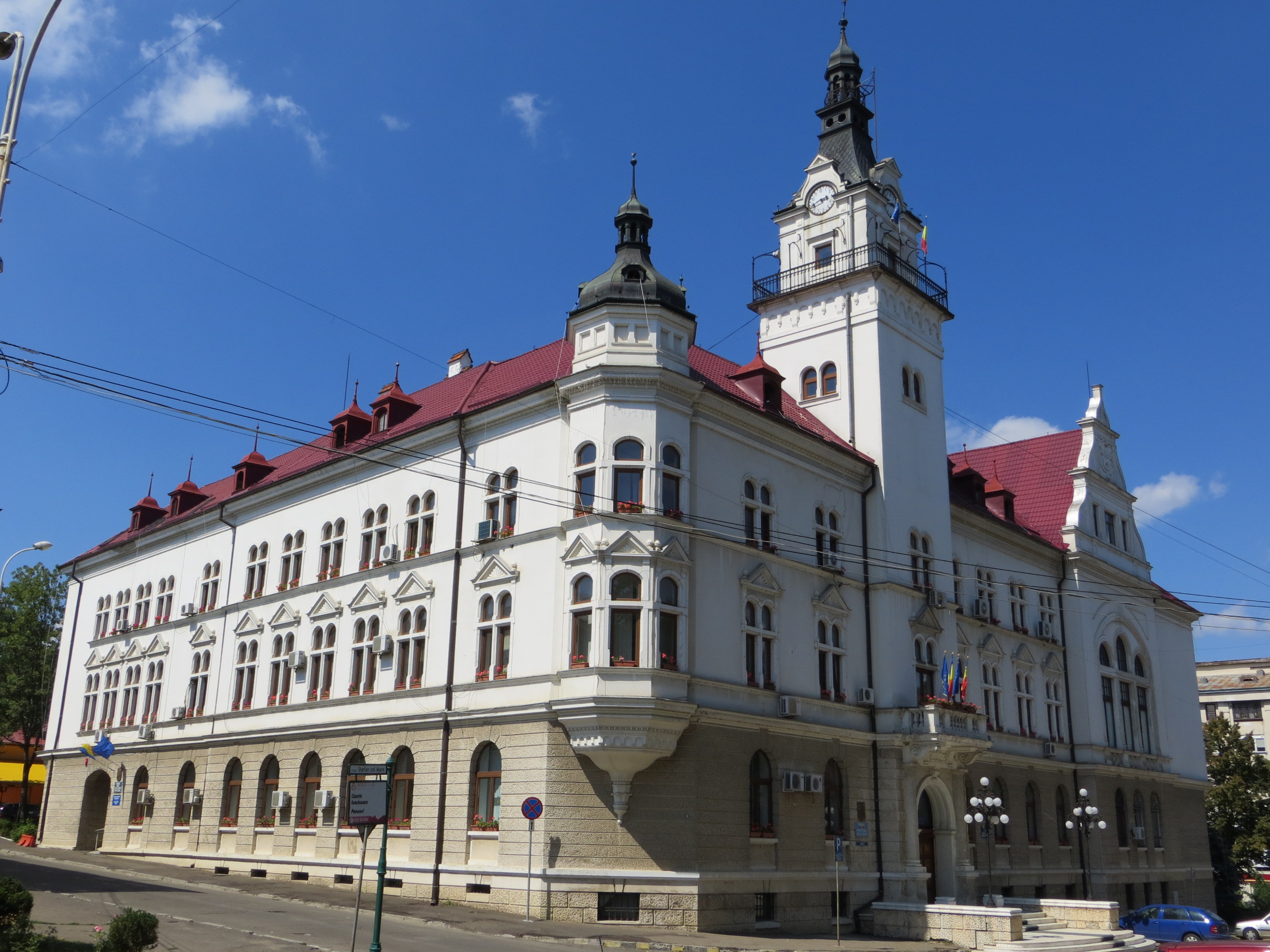
Palatul Administrativ din Suceava, sediul Consiliului Județean Suceava și al Instituției Prefectului

Primele dificultăți reale au apărut în perioada 2004 – 2005 pe fondul tulburărilor post-electorale din Ucraina, când practic euroregiunea a încetat să mai funcționeze și reluarea activității s-a petrecut de abia în a doua jumătate a anului 2005.
Uniunea Europeană a intervenit activ în sprijinirea euroregiunii prin intermediul „Instrumentului European de vecinătate și parteneriat (IEVP)”, unul dintre proiectele finanțate prin intermediul IEVP fiind, în perioada 2007-2013, „Programul Operațional Comun România – Ucraina – Republica Moldova 2007-2013” privind cooperarea transfrontalieră.
Există intenții în contextul intervenției armate ruse în Ucraina din 2014, ca acest proiect de colaborare transfrontalieră să servească unor noi scopuri. Acestea s-au materializat prin mecanismul de interconectare a României cu Republica Moldova și Ucraina prin intermediul infrastructurii de energie electrică și gaze naturale, cel de conectare cu Euroregiunea Dunărea de Jos, sau cel de resuscitare a unor oportunități mai vechi privind coridoarele de transport. Semnarea Acordului de Asociere Republica Moldova-Uniunea Europeană și a celui similar în ceea ce privește Ucraina, a crescut potențialul euroregiunii și a oferit posibilități suplimentare de acces la fonduri și programe prevăzute pentru dezvoltarea social-economică a regiunilor în cadrul Parteneriatului Estic. Acordurile de asociere semnate ar urma să aibă efect și asupra temperării Rusiei în ambițiile sale din est.

## Geografie

### Geografie politică

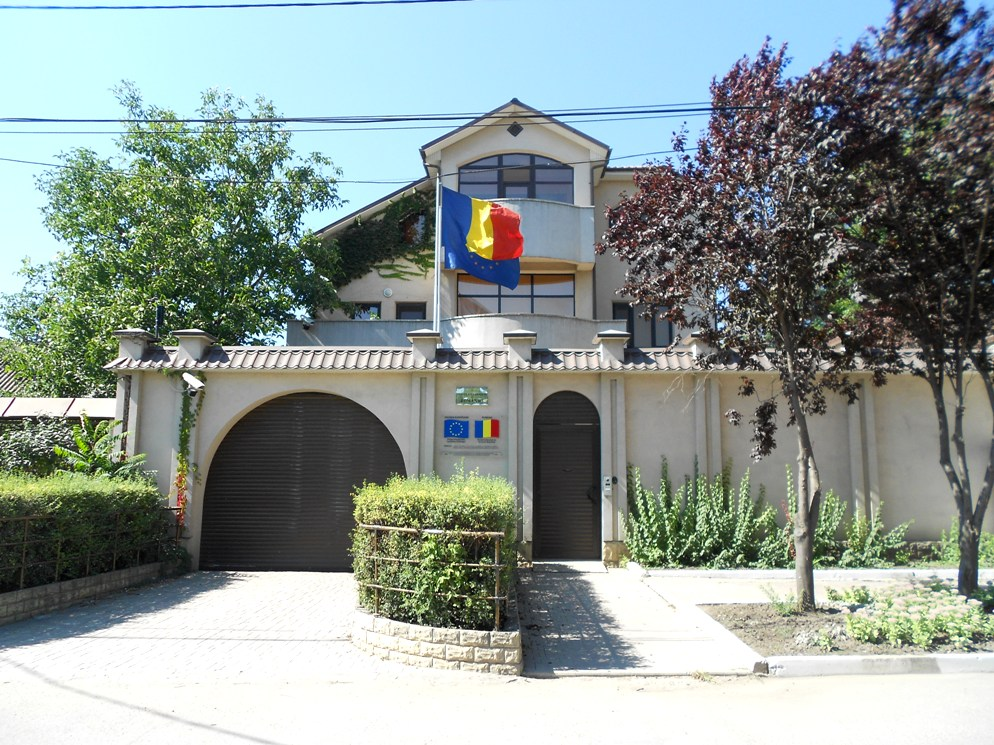
Consulatul României din Bălți

Constituenții actuali ai Euroregiunii „Prutul de Sus” sunt regiunea Cernăuți și Ivano-Frankivsk din Ucraina, județele Botoșani și Suceava din România, municipiul Bălți și raioanele Briceni, Edineț, Râșcani, Glodeni, Fălești, Sîngerei, Dondușeni, Ocnița din Republica Moldova. Partenerul european asociat al Euroregiunii este Pământul Federal Karintia din Austria. De asemenea, s-au stabilit relații cu regiunea Schwaben din Germania și cu  departamentul francez Mayenne. Din punctul de vedere al lui Zinoviy Broyde, președinte al uneia dintre comisiile euroregiunii, Bucovina istorică este centrul acestei structuri. Din România, județul Suceava este principalul promotor al intereselor geo-economice și geo-culturale românești, în cadrul respectivei euroregiuni.

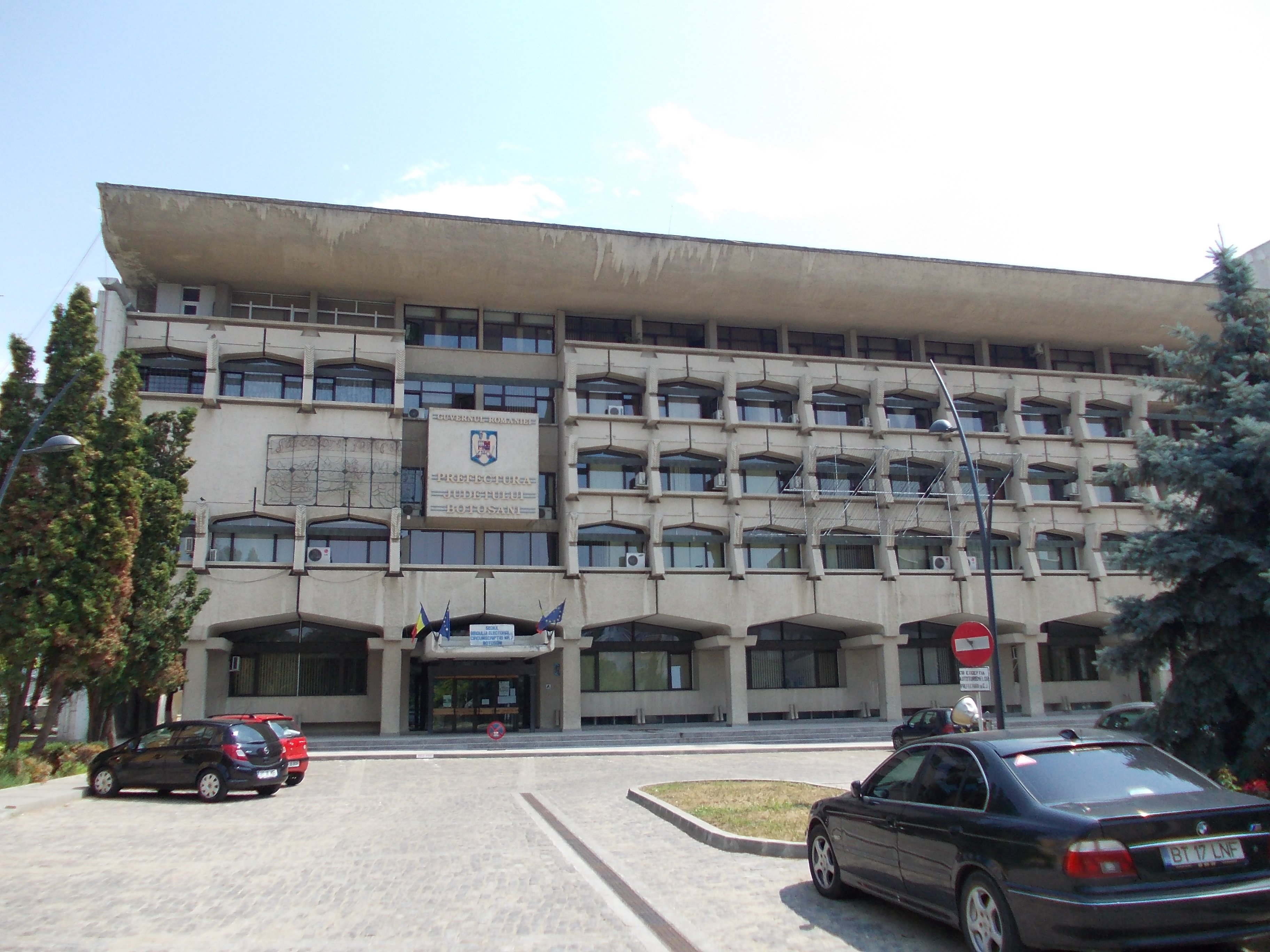
Prefectura Botoșani

Cu ajutorul Consulatului ucrainean, s-au semnat acorduri cadru și s-au stabilit legături directe între următoarele entități adiministrative:
- Regiunea Ternopil și județul Botoșani
- Regiunea Hmelnițki și județul Neamț[25]
- Regiunea Ivano-Frankivsk și județele Vaslui și Suceava;
- Orașele Colomeea (regiunea Ivano-Frankivsk, Ucraina) și Rădăuți (județul Suceava, România), respectiv Sighetu Marmației (județul Maramureș, România)
- Orașele Zalișcikî (regiunea Ternopil, Ucraina) și Siret (județul Suceava, România)

Există intenția de a lărgi colaborarea și între alte regiuni sau localități din Ucraina și România.

### Geografie a populației
*Recensăminte: România – 2011, Ucraina  – 2001; Estimare: Republica Moldova  – ianuarie 2014; **Rotunjire număr populație stabilă la 100 persoane;
Speranța de viață era, în 2004, de 72 de ani în România și de 68,4 ani, respectiv 67,5 ani în Republica Moldova și Ucraina.
Comunitățile române și ucraineane se regăsesc dispersate pe întreg arealul euroregional.

### Geografie economică

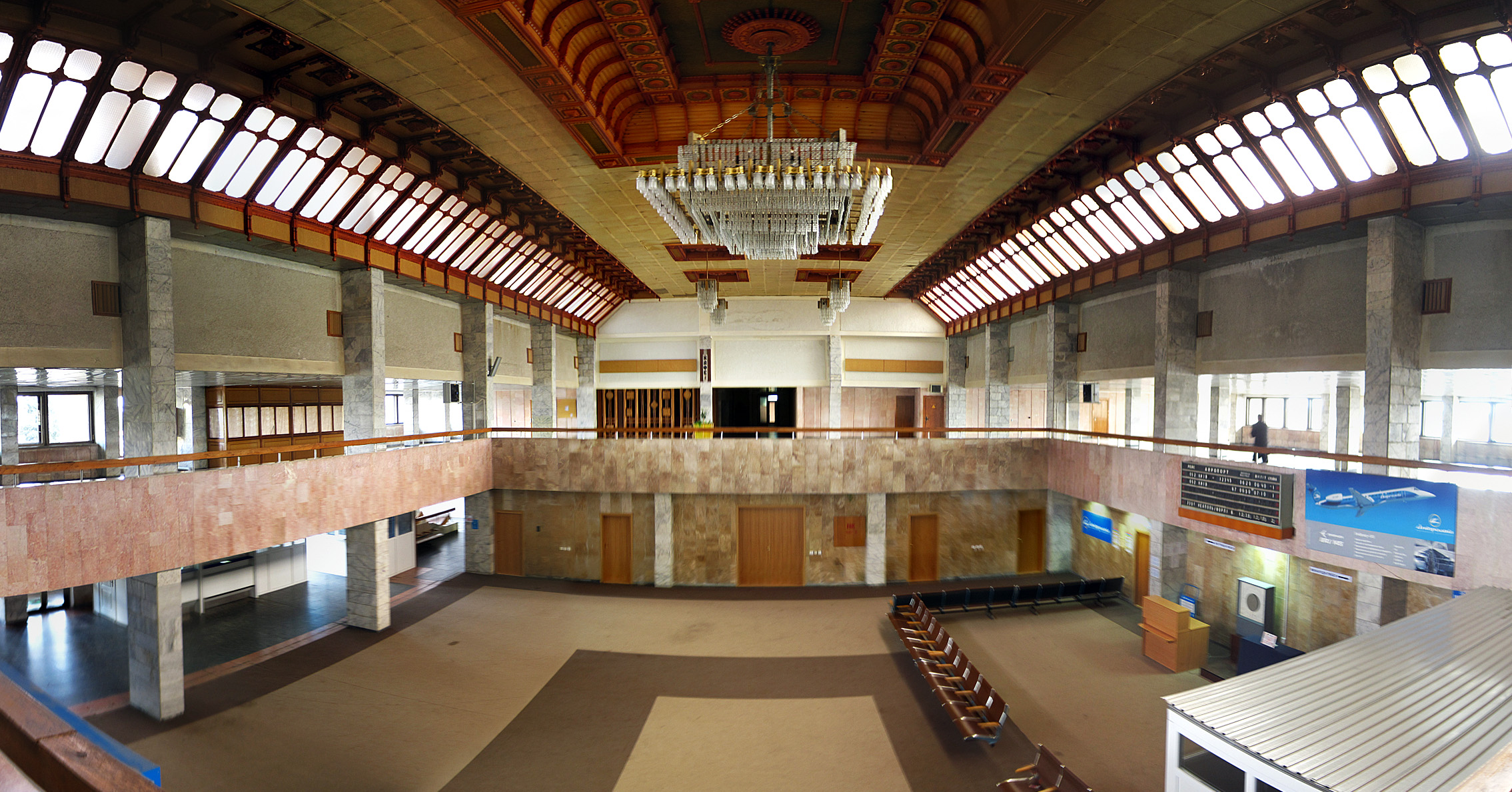
Interiorul aeroportului din Ivano-Frankivsk

Orașele cu peste 100.000 locuitori din Euroregiune sunt Cernăuți, Ivano-Frankivsk, Botoșani și Bălți. Aceste centre urbane, alături de orașele Edineț și Suceava, au funcție polarizantă.
Aeroporturi internaționale există la Cernăuți și Ivano-Frankivsk, precum și la Suceava.  Rețeaua de drumuri internaționale este reprezentată de următoarele rute de clasă A și B:
- E58 Vatra Dornei - Suceava - Botoșani
- E85 Cernăuți - Siret – Suceava
- E583 Bălți – Edineț

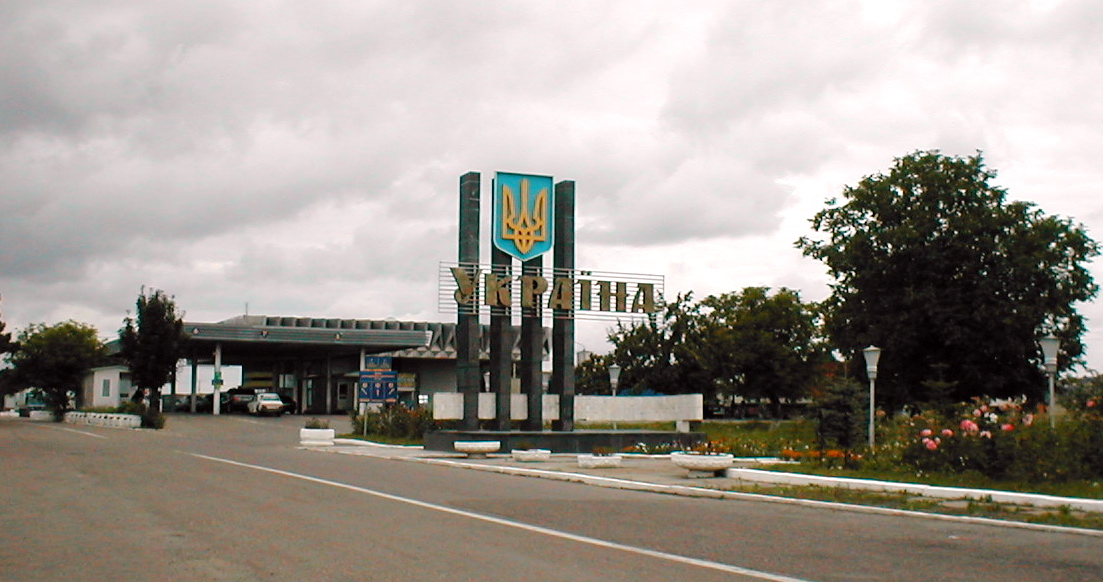
Frontiera româno-ucraineană văzută de pe drumul european E85 în punctul de trecere dintre Siret și Tereblece (Porubna)

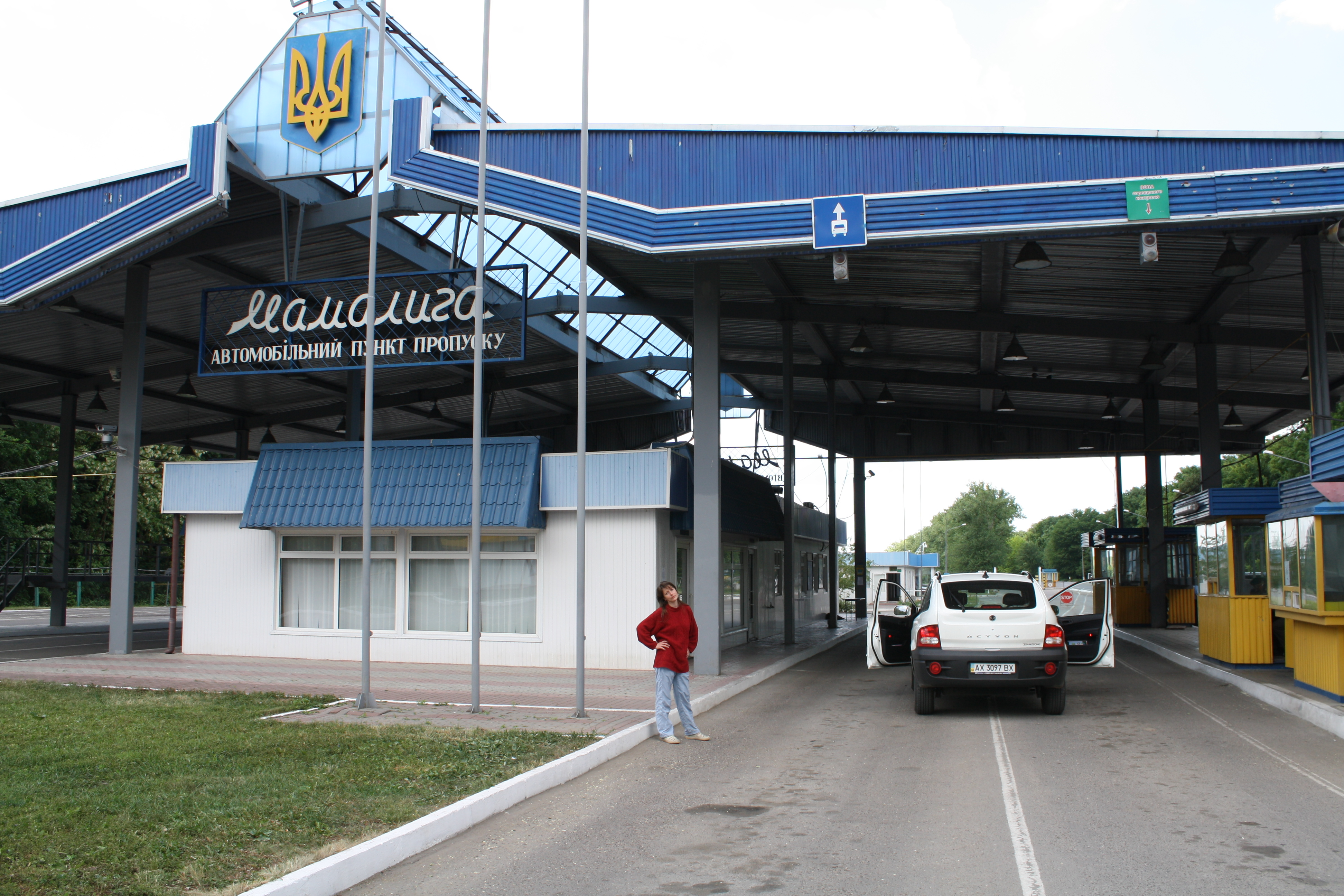
Punctul de trecere Mămăliga-Criva dintre Ucraina și Republica Moldova

Din 2015 există următoarele puncte de trecere ale frontierei:
- România – Republica Moldova: Stânca - Costești (rutier, internațional)[46] și Rădăuți-Prut - Lipcani (rutier, internațional). Este de menționat că lipsa unor puncte suplimentare de trecere este datorată acumulării de la Stânca-Costești.[47]
- România - Ucraina: Vicșani - Bahriînivka (feroviar, internațional), Siret - Porubna (Treblece) (rutier, internațional), Izvoarele Sucevei - Șepit (rutier), Ulma - Rusca (rutier), Vicovu de Sus - Krasnoiilsk (rutier), Climăuți - Bila Krînîțea (Crinița Albă) (rutier), Racovăț - Deakivți (Probotești) (rutier)[47]
- Republica Moldova - Ucraina: Criva - Mamăliga (rutier), Lipcani - Podvirievka, Medveja - Zelena (rutier), Larga-Kelmenți (rutier), Briceni-Rosoșanî (rutier), Grimăncăuți-Vășcăuți, Clocușna-Secureni (rutier), Ocnița-Secureni (rutier).[48]

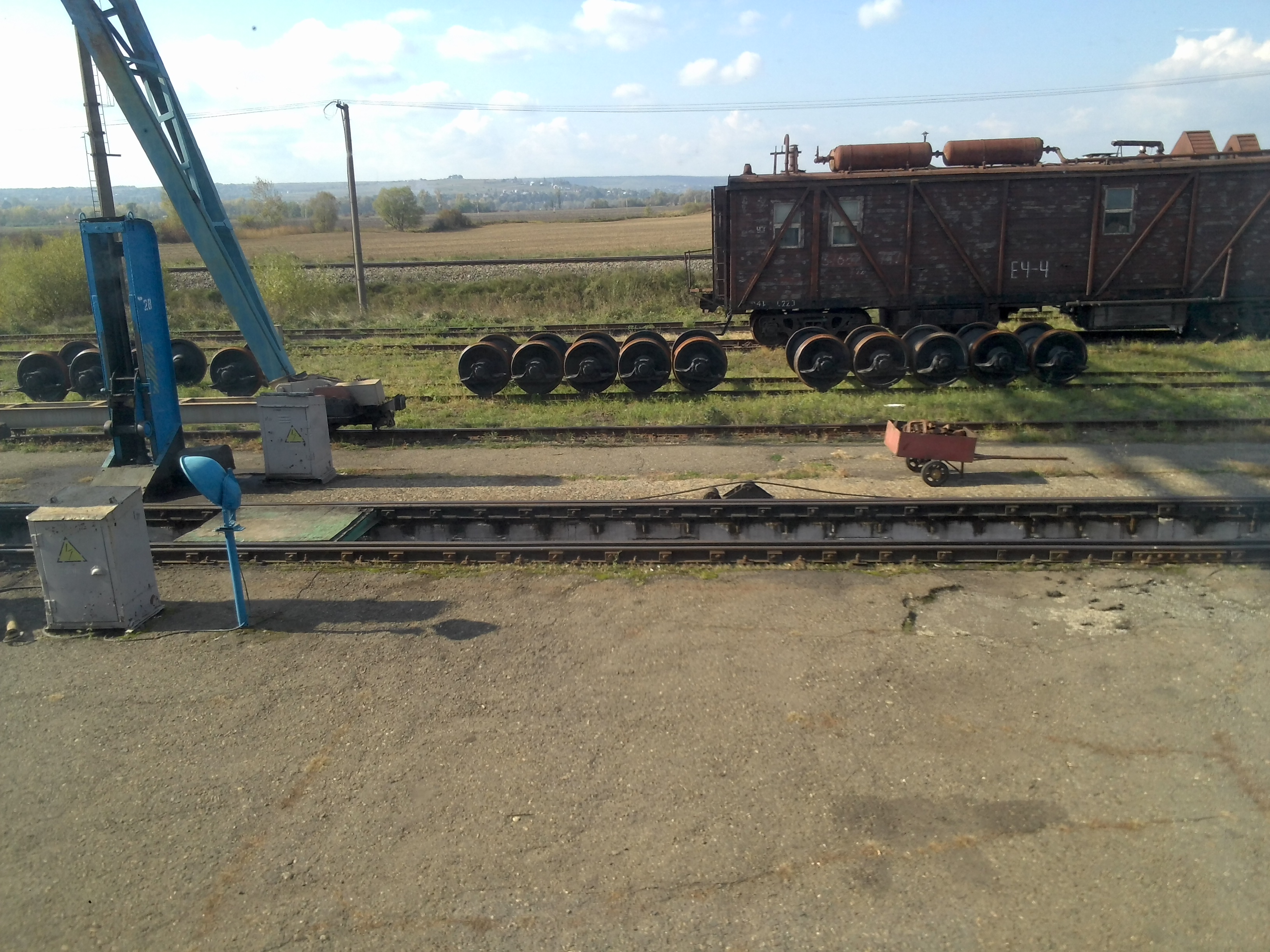
Dispozitiv de schimbare a boghiurilor din stația de cale ferată de frontieră Vadul Siret

 Conform opiniei lui Zinoviy Broyde, consilier în cadrul Administrației Regionale de Stat Cernăuți și președinte al uneia din cele patru comisii euroregionale, prin Bucovina istorică aflată în centrul euroregiunii, este calea cea mai scurtă între regiunea baltică și zona mediteraneană. Pe această cale se dorește construirea unei autostrăzi între cele două zone, pe traseul E85.
Referitor la cooperarea transfrontalieră, principalul obstacol pentru interoperabilitatea feroviară între cele trei țări constă în diferența dintre ecartamentul îngust din România și ecartamentele late din Ucraina și Republica Moldova.
Euroregiunea Prutul Superior se află în categoria celor cu potențial funcțional ridicat și, poate reprezenta o soluție în ceea ce privește o dezvoltare echilibrată a celor trei versanți frontalieri, diferiți din punct de vedere al nivelului de dezvoltare economică. În ceea ce privește PIB/per capita (euro), înainte de aderarea României la Comunitatea Europeană, în anul 2004 județul Suceava (1820,04 €) era urmat de județul Botoșani (1425,22 €), de Ivano-Frankivsk (781,79 €) și teritoriile din Republica Moldova (cu o medie națională de 579,94 €), respectiv de Cernăuți (538,82 €). Dintre regiunile ucrainene, oblastul Cernăuți este mai puțin dezvoltat.

## Structuri administrative

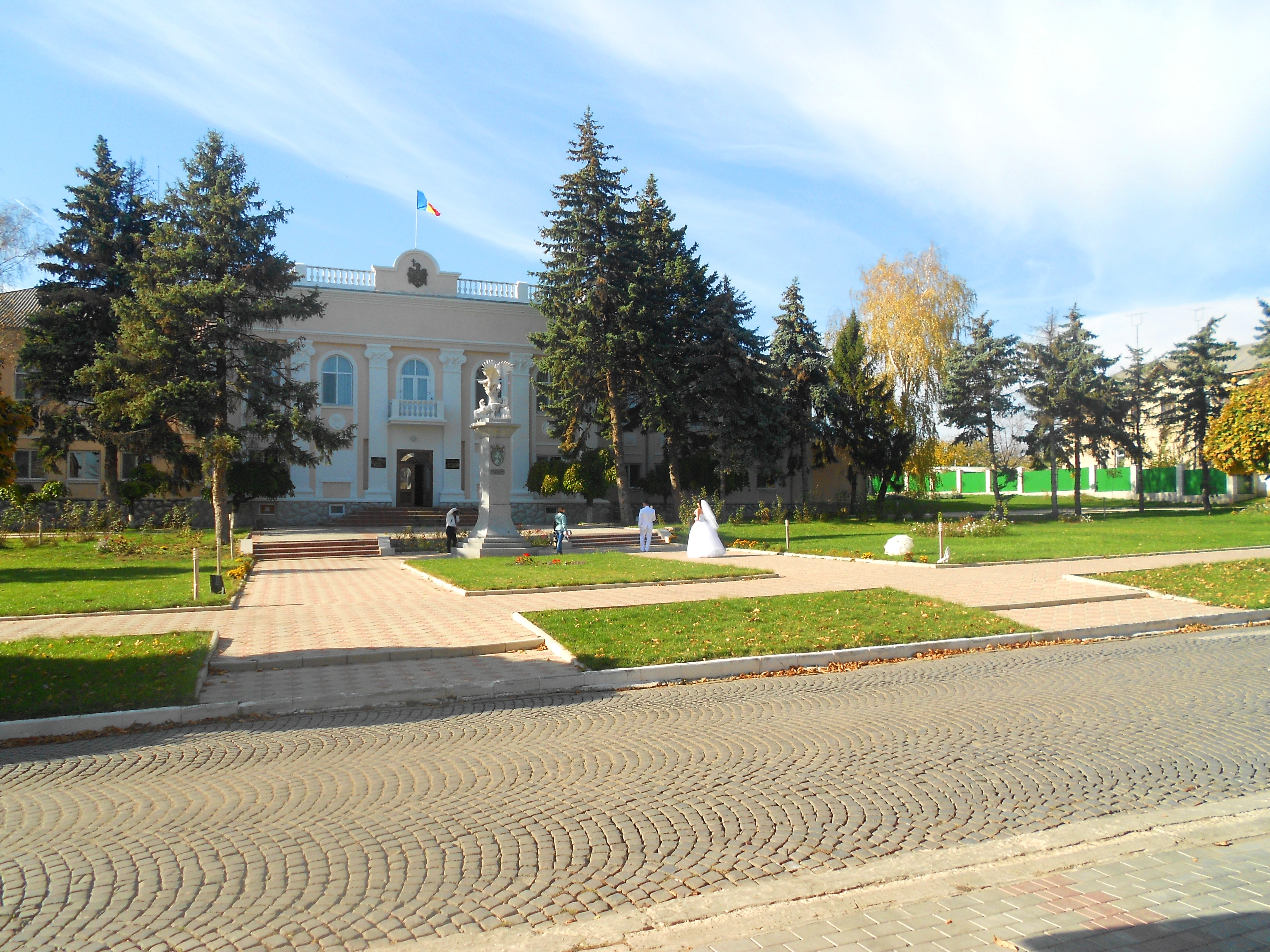
Clădirea Consiliului Raional Fălești

Actele de constituire ale euroregiunii sunt Acordul privind crearea Euroregiunii „Prutul de Sus” și Statutul Euroregiunii „Prutul de Sus”.
Structura organizatorică include un Consiliu și un Secretariat al acestuia, un Președinte și Comisii de Lucru:
- Consiliul conducătorilor unităților administrativ-teritoriale își desfășoară activitatea în ședințe ordinare semestriale pe teritoriul părții care deține președinția.
- Președintele Consiliului este ales anual prin rotație, reprezentând euroregiunea în numele Consiliului
- Secretariatul Consiliului este constituit de funcționari nominalizați de către Președintele în exercițiu și de câte un reprezentant al fiecărui membru al euroregiunii.
- Comisiile de Lucru sunt organe executive, cu un sediu determinat pe o perioadă de un an pe teritoriul unuia dintre membri, fiecare cu conducători și secretari proprii și, sunt organizate pe domenii de activitate:

- economie, infrastructură și turism
- securitate ecologică, protecția mediului, dezvoltare durabilă și funcționare ecoeuroregiunii
- știință, învățământ, cultură, sănătate, sport și tineret.
- dezvoltarea legăturilor interregionale și interetnice, administrație locală și mass-media

La rândul lor, comisiile constituie atât grupuri de experți reunite pentru analiza problemelor, pregătirea și motivarea proiectelor și programelor, cât și grupuri de lucru create pentru executarea programelor și proiectelor.

## Efecte ale cooperării

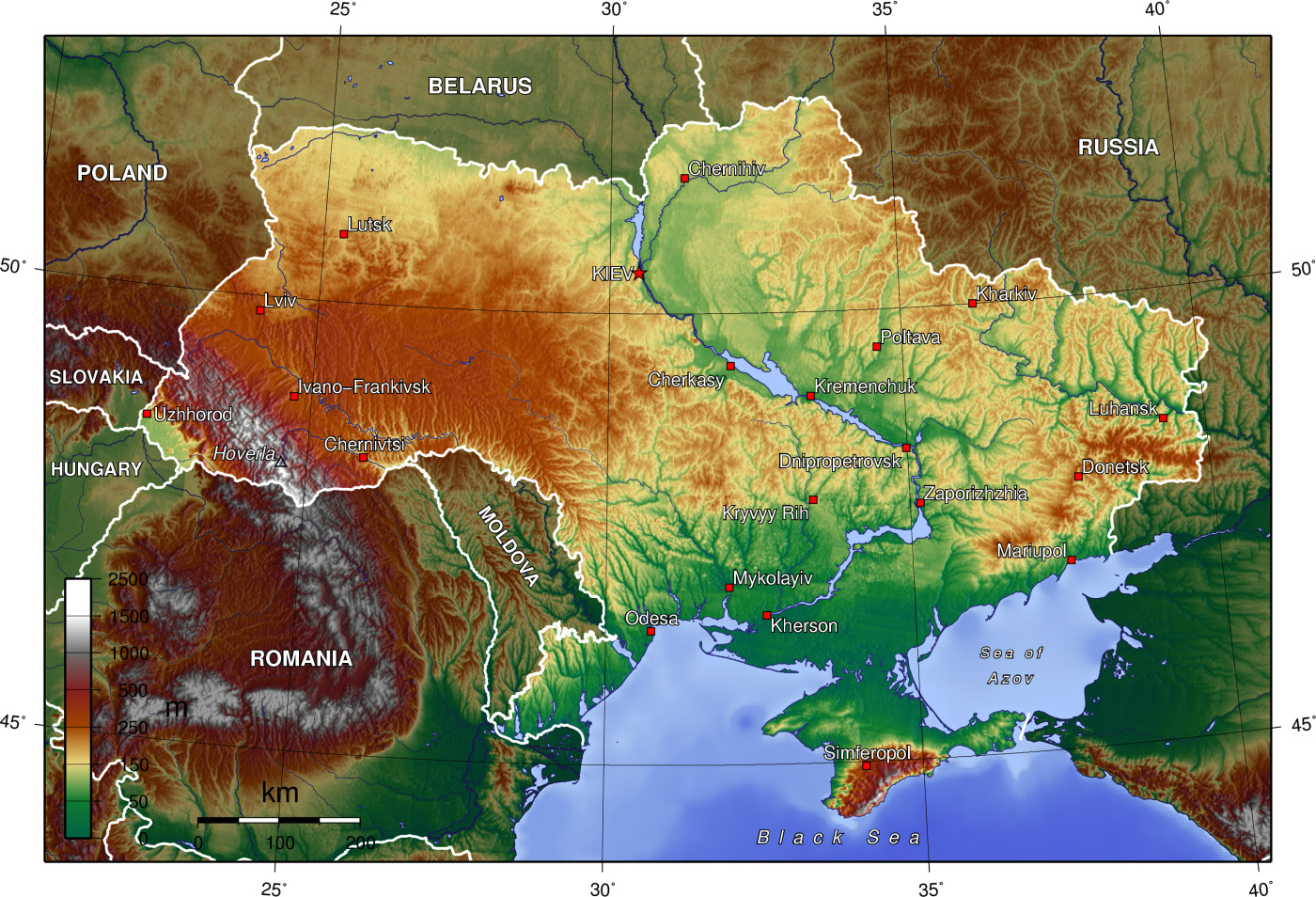
Harta topografică de ansamblu, a regiunii unde sunt situate statele care cooperează în cadrul Euroregiunii Prutul de Sus

Fiind regiune transfrontalieră româno-moldo-ucraineană, există deosebiri față de e Euroregiunile Europei de Vest, care sunt destinate promovării dezvoltării economice în regiunile periferice. Deosebirea este reprezentată de faptul că, accentul se pune mai mult pe educație, știință și cultură și în mod  deosebit pe protecția minorităților naționale de dincolo de frontiere și pe crearea de oportunități care să ajute la  rezolvarea problemelor etnice din regiune. În contextul disputelor de frontieră nesoluționate din zona sud-estică a graniței ucrainene, a existenței minorităților etnice și a depărtării atât de rutele internaționale de comerț cât și de capitalele naționale (factori capabili de a induce apariția unei  noi linii de diviziune), existența acestei euroregiuni servește la garantarea stabilității economice și la prevenirea posibilelor conflicte etnice.
Ca efect al cooperării transfrontaliere în cadrul regiunii, s-au detașat totuși un număr de proiecte finananțate prin bani europeni – deja finalizate sau aflate în curs de implementare (2015) în următoarele domenii:
1. Administrație publică: schimburi de experiență între reprezentanți ai administrației publice locale
2. Antreprenoriat: programe de expertiză și creștere a competitivității, incubatoare de afaceri, constituirea unui forum economic regional, parteneriate pentru dezvoltarea zonelor de frontieră
3. Cultură: promovarea cooperării  prin intermediul cărților (inclusiv digitale), filmelor, publicității și televiziunii on-line, păstrarea și valorificarea patrimoniului cultural mobil, contribuții la înființarea unei universități multiculturale din Cernăuți[60]
4. Mediu: managementul comun pentru cursului mijlociu al Râului Prut, protecția calității aerului, reducerea impactului deșeurilor asupra mediului
5. Societatea civilă: schimb de voluntari între ONG-uri
6. Transport: dezvoltarea unei rețele alternative de transport între România și Ucraina și reabilitarea vechilor coridoare de transport din regiunea istorică Bucovina
7. Turism: programe de educație pentru dezvoltare rurală montană durabilă, campanii de informare turistică și de valorificare a resurselor turistice naturale, valorificarea meșteșugurilor tradiționale, promovarea dansului și cântecului tradițional.

La începutul mileniului actual, cooperarea era axată pe simplificarea procedurilor de trecere a frontierei de stat și a controlului vamal pentru cetățeni și agenți economici, deschiderea unor noi puncte de trecere ale frontierei și modernizarea celor existente, elaborarea mecanismelor de aliniere a bazei normativ-juridice a celor trei state la cerințele europene în domeniile politicii regionale, autoadministrării locale și colaborării interregionale. Actual însă, realizările sunt în prezent vizibile nu doar în crearea cadrului organizațional ci și în implementarea unor proiecte de cooperare, unele de anvergură în ceea ce privește dezvoltarea economică, infrastructura, protecția mediului sau schimburile culturale și sociale. De asemeni s-a remarcat activizarea colaborării comerciale și economice între subiectele activității de antreprenoriat.
Intenții comune de viitor:

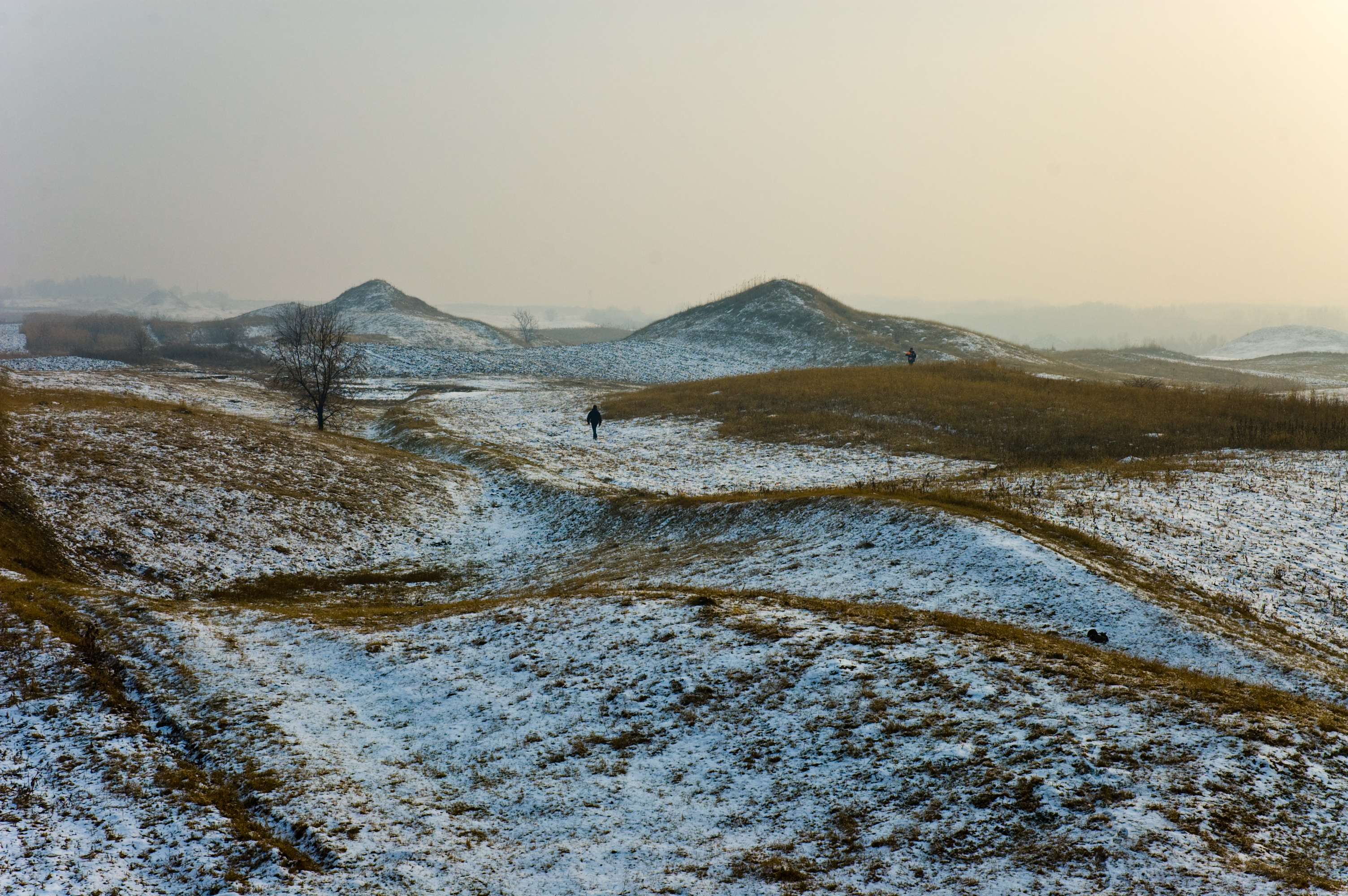
Rezervația naturală Suta de Movile din Republica Moldova

- Stabilirea unor coridoare de transport,[66][67] construcția unei autostrăzi.[66][68]
- Regularizarea râurilor Suceava, Siret și Prut[66] și accesarea de fonduri pe probleme de avertizare si de combatere a dezastrelor.[69][70]
- Crearea unui Parc natural transfrontalier care să includă rezervațiile naturale Pădurea Domnească[71] și Suta de Movile din Republica Moldova, precum și Lacul Stânca - Costești din România.[72]
- Construcția unui centru expozițional în cadrul Zonei Libere Bălți.[73]

Deși, similar celorlalte euroregiuni în care sunt implicate Ucraina și România, reprezentanții societăților civile sunt slab implicați în evenimente si activități, totuși în cadrul dezvoltării cooperării transfrontaliere s-au remarcat și elemente de implicare ale acestora. Astfel, a fost creată în anul 2011 o platformă comună a organizațiilor neguvernamentale din euroregiune.

## Dificultăți și controverse
Regiunile de frontieră româno-moldo-ucrainene reprezintă locații complexe, confruntate cu schimbări intense ale regimului de  frontieră într-o perioadă relativ scurtă de timp.
- Formularea vagă a acordului din 1997 a complicat dezvoltarea proiectelor și a redus eficacitatea Euroregiunii. În plus, situația economică a țărilor componente care a dus la lipsa reciprocă de atractivitate, a limitat semnificativ posibilitățile de desfășurare a unor proiecte economice reciproce. Ca și consecință, proiectele comune depind în mare măsură de țările donatoare și organizații, în special de fonduri europene.[8][77] Impactul creării euroregiunii este astfel deocamdată mic, pe fondul lipsei de comunicare dintre autorității și dificultăților de accesare a banilor europeni.[78]
- Se asociază de asemenea probleme legate de imperfecțiunile și discrepanțele între monedele naționale, legislații, lipsa de concepte clare și strategii de reformă sau dezvoltare economică, taxe vamale mari, prețuri ridicate pentru transport, reglementări fiscale inadecvate, lipsa de concurență reală pe piață, birocrație și corupție.[8][77] Suplimentar, relațiile complicate dintre autoritățile centrale și cele regionale – specifice pentru statele post-comuniste, s-au dovedit a fi noi probleme.[77]
- Conform editorialistului Petru Grozavu de la Ziarul de Gardă din Chișinău, activitatățile libere și necondiționate politic de cooperare interstatală în cadrul  euroregiunii sunt frânate de Rusia.[79]

În ceea ce privește concepția care domină relațiile româno-ucrainene, există nepotriviri între logica teritoriilor naționale și cele ale euroregiunii, a cărei construcție include regiuni suplimentare pentru a evita predominanța unui anumit specific național. Aceasta se dovedește a fi un factor cu impact negativ asupra coeziunii teritoriale regionale, cu atât mai mult cu cât guvernele naționale nu iau în considerare alte alternative teritoriale decât cele bazate pe subdiviziunile administrative existente.
La nivelul regiunii, s-au întâlnit probleme comune celor 3 țări în ceea ce privește diverse activități infracționale. Astfel, datorită conflictelor regionale existente care au creat un mediu atractiv și profitabil, traficul de arme și droguri precum și traficul de mașini și de persoane au devenit la începutul mileniului actual foarte des întâlnite, în întreg arealul căreia îi aparțin România, Republica Moldova și Ucraina. De asemenea, din cauza poziției geografice a acestor trei țări, fenomenul migrației ilegale a devenit un parametru de instabilitate, cu caracter de amenințare la adresa securității regionale.
Toate aceste dificultăți au împiedicat euroregiunea, alături de celelalte din zonă, să dezvolte proiecte și să devină o structură auto-sustenabilă, viabilă și independentă a relațiilor transfrontaliere. Acest instrument de parteneriat nu a avut ca impact pe termen lung, crearea unui spațiu comun transfrontalier cu infrastructură integrată și percepție mentală corespunzătoare. Totuși, a jucat un rol pozitiv în revitalizarea generală și diversificarea relațiilor bilaterale și trilaterale atunci când acestea se aflau în stadiul incipient de dezvoltare. În măsura în care lecțiile rezultate din experiență sunt însușite și sunt luate măsuri pentru a depăși deficiențele care au grevat asupra dezvoltării euroregiunii, ea încă mai are potențialul de a contribui la cooperarea transfrontalieră la granița de est a UE.

### Particularități naționale
Moldova
Capacitățile de inițiere, elaborare, promovare și implementare a proiectelor de cooperare transfrontalieră sunt slab dezvoltate în Republica Moldova, în comparație cu regiunile din țările vecine. Pe fondul absenței resurselor financiare, al absenței unei structuri guvernamentale dedicate euroregiunilor și al absenței unor strategii și proiecte concrete, participarea părții moldovenești poartă un caracter inerțial. Suplimentar, activitatea Republicii Moldova în cadrul euroregiunii este influențată negativ de state ca Rusia sau chiar Ucraina. Ca factor principal de frânare a unificării normelor comerciale și vamale la nivel regional, în primul rând din partea Republicii Moldova, se regăsește existența zonei necontrolate de Chișinău din Transnistria, aceasta nesupunându-se regulilor și standardelor europene de comerț, tranzit și interacțiunii de frontieră.
 România
Poziția de membru a României în Uniunea Europeană a contribuit la constituirea unui sector cu potențial de implementare a proiectelor relativ puternic, în raport cu vecinii săi. Începând din anul 2009, România a început să acorde și asistență oficială pentru dezvoltare. În ceea ce privește partea română, există o limitare suplimentară în raport cu lipsa posibilității la nivelul județelor și administrațiilor locale, de a-și aloca independent resurse bugetare pentru activități comune în cadrul euroregiunii. Ca efect al aderării României la Uniunea Europeană s-au făcut și pași înapoi. Astfel, datorită schimbării caracterului frontierei române în frontieră estică a Uniunii Europene, regimul de frontieră dintre acest stat și Ucraina sau Republica Moldova s-a schimbat de la lax la restrictiv, pe fondul preocupărilor privind securitatea. Pe termen scurt și mediu, această evoluție a crescut dificultatea de a crea un sistem integrat al spațiului transfrontalier și a subminat performanța euroregiunii, precum și intensitatea contactelor interpersonale. Cu toate acestea este de remarcat totuși că, o parte din locuitorii regiunilor de frontieră din Republica Moldova și Ucraina au reacționat la politica de restrângere a dreptului de acces, prin adoptarea cetățeniei române sau prin mutarea domiciliului în teritoriile românești de graniță. Un alt aspect ține de o eventuală creștere în Ucraina a influenței ruse, care nu poate decât să dăuneze intereselor României în Ucraina și, implicit, în cadrul Euroregiunii Prutul de Sus.
 Ucraina
Dobândiriea cetățeniei române de către locuitorii ucraineni a regiunilor de graniță, este însă un gest considerat neprietenos de către Ucraina, unde nu este permisă dubla cetățenie.
Ulterior reluării activității euroregiunii din a doua jumătate a anului 2005 – succesiv pauzei inițiate în 2004 odată cu alegerile din Ucraina, conform părții române activitățile acesteia și-au făcut destul de puțin simțită prezența, datorită lipsei de cooperare a autorităților ucrainene. În plus, Kievul consideră nesatisfăcătoare rezultatele unificării trilaterale, pentru că, în concepția acestuia, România s-a folosit de influența sa la Bruxelles, acaparând pentru propriile proiecte marea parte a surselor financiare acordate de Uniunea Europeană.
Este de menționat că Euroregiunea Prutul de Sus prezintă un interes sporit pentru Ucraina, deoarece îi favorizează rezvoltarea pe direcția vest. În consecință Guvernul de la Kiev cooperează angajat pentru realizarea unei euroregiuni mai amplă decât cea inițială, cu o structură cuprinzând și Maramureșul de Nord și Transcarpatia, prin aceasta urmărindu-se crearea și consolidarea unei regiuni cu centrul la Cernăuți, cu un viitor economic bine conturat.
Există un decalaj între regiuni și capitalele României sau Ucrainei. Astfel, există momente când reprezentanții autorităților centrale acordă un interes nejustificat relațiilor bilaterale și, se exprimă numai în cazurile în care intervin  factori iritanți înscriși pe o agendă care nu este pozitivă. În contrapartidă, elitele regionale nu reușesc transferarea la nivel național a informațiilor cu privire la proiectele si inițiativele transfrontaliere din domeniul cooperării regionale, de succes. Factorii iritanți legați de diferendele existente dintre România și Ucraina precum și problemele legate de minoritățile urainene și române din cele două state, care pot contribui la răcirea relațiilor bilaterale, pot afecta cooperarea transfrontalieră din cadrul euroregiunii.